# Speedway Grand Prix 2005
Speedway Grand Prix 2005 vanns suveränt av Tony Rickardsson, vilket var svenskens sjätte och sista titel.

## Delsegrare
| Datum       | Stad       | Vinnare          |
| ----------- | ---------- | ---------------- |
| 30 april    | Wrocław    | Tony Rickardsson |
| 11 maj      | Eskilstuna | Jason Crump      |
| 28 maj      | Krško      | Tony Rickardsson |
| 11 juni     | Cardiff    | Tony Rickardsson |
| 25 juni     | Köpenhamn  | Tony Rickardsson |
| 29 juli     | Prag       | Tony Rickardsson |
| 13 augusti  | Målilla    | Jason Crump      |
| 27 augusti  | Bydgoszcz  | Tomasz Gollob    |
| 9 september | Lonigo     | Tony Rickardsson |

## Slutställning
| Plats | Förare           | Poäng |
| ----- | ---------------- | ----- |
| 1     | Tony Rickardsson | 196   |
| 2     | Jason Crump      | 154   |
| 3     | Leigh Adams      | 109   |
| 4     | Nicki Pedersen   | 102   |
| 5     | Greg Hancock     | 100   |
| 6     | Bjarne Pedersen  | 90    |
| 7     | Tomasz Gollob    | 83    |
| 8     | Andreas Jonsson  | 80    |
| 9     | Scott Nicholls   | 72    |
| 10    | Antonio Lindbäck | 71    |